# Fen He
Fén Hé ( 汾河 ) er en flod i provinsen Shanxi i Folkerepublikken Kina. Den har sine kilder i Guancenbjerget i amtet Ningwu i det nordøstlige Shanxi, løber mod sydøst ind i Taiyuan bassinet og derfra gennem Shanxis centrale dalstrøg. Den løber ud i Huang He i sydvest, i amtet Hejin. Floden er 694 km lang og er en af de to største bifloder til Huang He (den anden og større biflod er Wei He).
Floden har et afvandingsområde på 39.417 kvadratkilometer, hvoraf 25,3% er i Shanxi. Sanjincivilisationen (ca 500 f.Kr. var omkring denne flod; navnet San Jin kommer fra «De tre Jin», eftersom oldtidsstaten Jin under de stridende staters tid blev delt mellem tre andre riger.
Fen He løber gennem storbyen Taiyuan, men dæmninger og vandingsanlæg længere oppe gør at den på det nærmeste er tør og kun i korte perioder forskønner byen med sit flodløb.
35°15′47″N 110°23′28″Ø / 35.263°N 110.391°Ø